# سندباد: أسطورة البحار السبعة (فلم)
سندباد: أسطورة البحار السبع (بالإنجليزية: Sinbad: Legend of the Seven Seas سنباد ليجند أوف ذا سيفن سيز) هو فيلم رسوم متحركة من إنتاج دريم ووركس أنيمايشن. قام بالأداء الصوتي عدة نجوم منهم براد بيت كاثرين زتا جونز ميشيل فايفر وجوزيف فاينز. وهو من إخراج تيم جونسون وباتريك جيلمور ومن إنتاج جيفري كاتزينبرج وميريل سوريا، صدر في الولايات المتحدة بتاريخ 2 يوليو 2003.

## ملخص
ايريس، إلهة الفوضى، تريد أن تسرق الكتاب الغامض للسلام، ولهذا، طلبت من وحشها البحري أن يأتيها باللص الرهيب : سندباد. ولكن لتلبية رغبات إيريس، سندبادعليه سرقة أفضل صديق له، الأمير بروتيوس.

## وصلات خارجية
- سندباد: أسطورة البحار السبعة على موقع IMDb (الإنجليزية)
- سندباد: أسطورة البحار السبعة على موقع ميتاكريتيك (الإنجليزية)
- سندباد: أسطورة البحار السبعة على موقع روتن توميتوز (الإنجليزية)
- سندباد: أسطورة البحار السبعة على موقع نتفليكس (الإنجليزية)
- سندباد: أسطورة البحار السبعة على موقع قاعدة بيانات الأفلام العربية
- سندباد: أسطورة البحار السبعة على موقع ألو سيني (الفرنسية)
- سندباد: أسطورة البحار السبعة على موقع أول موفي (الإنجليزية)
- سندباد: أسطورة البحار السبعة على موقع بوكس أوفيس موجو (الإنجليزية)
- سندباد: أسطورة البحار السبعة على موقع فيلمافينيتي (الإسبانية)
- سندباد: أسطورة البحار السبعة على موقع قاعدة بيانات الأفلام السويدية (السويدية)
- (بالإنجليزية) الموقع الرسمي